# Хуанггуошу
Хуанггуошу (на китайски: 黃果樹瀑布) е водопад на река Хай Хе в Китайска народна република.
Разположен е на 903,9 m н.в. Височината на водния пад е 77,8 m. То се състои от 18 водопада на повърхността и 4 под земята. Най-големият от водопадите е висок 68 метра и широк 67 метра.